# معصومیت و هوس
معصومیت و هوس (ایتالیایی: Innocenza e turbamento) یک کمدی سکسی سبک ایتالیایی به کارگردانی ماسیمو دالامانو است که در سال ۱۹۷۴ منتشر شد.

## بازیگران
- ادویژ فنش
- لایونل استندر
- ویتوریو کاپریولی
- نرینا مونتانیانی
- انتسو آندرونیکو